# Rui Filipe Araújo Moreira
Rui Filipe Araújo Moreira (sinh ngày 31 tháng 5 năm 1996) là một cầu thủ bóng đá người Bồ Đào Nha thi đấu cho Porto B, ở vị trí tiền vệ.

## Sự nghiệp bóng đá
Vào ngày 24 tháng 5 năm 2015, Moreira có màn ra mắt cho Porto B trong trận đấu tại Giải bóng đá hạng nhất quốc gia Bồ Đào Nha 2014–15 trước Marítimo B.